# Picrospora ochrophragma
Picrospora ochrophragma är en fjärilsart som beskrevs av Edward Meyrick 1920. Picrospora ochrophragma ingår i släktet Picrospora och familjen säckspinnare. Inga underarter finns listade i Catalogue of Life.